# Ideapark Lempäälä
Ideapark Lempäälä est un centre commercial du quartier de Marjamäki  à Lempäälä en Finlande .

## Présentation
Ouvert le 1er décembre 2006, le centre commercial a une superficie de plus de 104 000 mètres carrés.
En août 2018, le centre commercial s'est agrandi de 15 000 m2 supplémentaires. Ainsi, le centre commercial est devenu le plus grand de Finlande avec une surface de commerces de 116 017 m2.
Trois concessionnaires automobiles différents sont venus dans la zone et plus de 1 000 voitures sont exposées dans la zone appelée Autoarenaa. 
A l'étage de l'Ideapark se trouve un espace comptant de nombreux restaurants,.
Un nouvel Ideapark a été ouvert à Oulu en octobre 2014 et un autre à Seinäjoki en octobre 2019.

## Accès
Ideapark Lempäälä est situé le long de la route Helsinki-Tampere (), à 14 kilomètres au sud de Tampere.

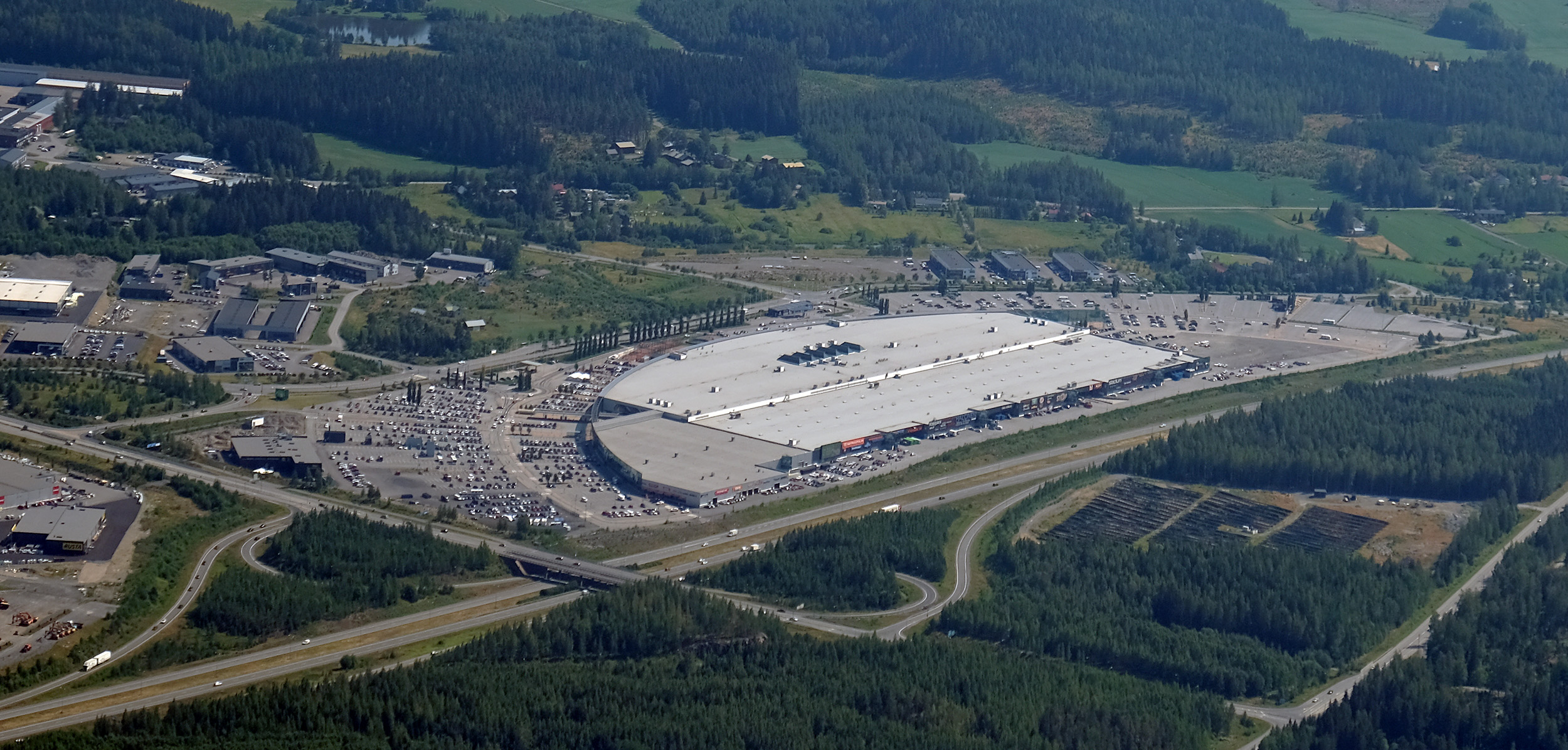